# Pacyfikacja Małopolski Wschodniej

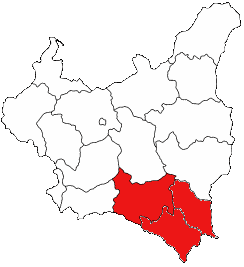
Województwa: lwowskie, tarnopolskie, stanisławowskie w składzie Małopolski Wschodniej

Pacyfikacja Małopolski Wschodniej (nazywana także policyjną akcją represyjną) – represyjna akcja pacyfikacyjna, motywowana akcjami sabotażowymi Ukraińskiej Organizacji Wojskowej skierowana faktycznie przeciwko ludności ukraińskiej w Rzeczypospolitej i jej organizacjom społecznym, na zasadzie odpowiedzialności zbiorowej, przeprowadzona przez polskie władze administracyjne, policję i wojsko na rozkaz ówczesnego premiera – Józefa Piłsudskiego w 1930 roku, w trakcie kampanii wyborczej przed wyborami do Sejmu w 1930 (tzw. „wybory brzeskie”), a więc w czasie gdy nie obradował Sejm RP. Rozpoczęła się 16 września 1930, trwała do 30 listopada 1930, a objęła co najmniej 450 wsi w 16 powiatach.

## Tło historyczne
Po przegranej wojnie polsko-ukraińskiej w 1920 część byłych oficerów Ukraińskiej Armii Halickiej utworzyła Ukraińską Organizację Wojskową. Do jej celów należała zbrojna walka o utworzenie niezależnego państwa ukraińskiego poprzez oderwanie od państwa polskiego terenów b. Galicji Wschodniej. W 1929 UWO weszła w skład Organizacji Ukraińskich Nacjonalistów.
W 1924 w czasie II rządów Grabskiego rozpoczęła się polonizacja ludności ukraińskiej polegająca na usunięciu języka ukraińskiego (który miano nazywać też ruskim) ze wszystkich instytucji państwowych. Lex Grabski autorstwa Stanisława Grabskiego posłużyła do likwidacji szkolnictwa ukraińskiego i wywołała duży opór społeczeństwa ukraińskiego oraz niektórych polityków polskich. Skutkiem wejścia ustawy w życie był gwałtowny wzrost liczby szkół dwujęzycznych w Galicji oraz polskojęzycznych na Wołyniu, połączony ze spadkiem szkół z ukraińskim językiem nauczania. W praktyce w szkołach dwujęzycznych podstawowym wykorzystywanym językiem był polski
Od lipca do końca listopada 1930 roku w ramach tzw. drugiego wystąpienia UWO doszło do 191 akcji sabotażowych (172 dotyczyły zabudowań prywatnych, a 19 – państwowych). Najwięcej akcji sabotażowych w tym okresie wystąpiło w województwie tarnopolskim – 90, natomiast w pozostałych następująco: lwowskim – 67, stanisławowskim – 34. Według sprawozdań policji między lipcem a październikiem 1930 dokonanych zostało 186 aktów terroru: 1 napad na ambulans pocztowy, 8 sabotaży na torach, 14 na liniach energetycznych i telefonicznych (zwalanie słupów), 155 podpaleń mienia prywatnego (majątki Polaków i Żydów, najczęściej stogi siana i zabudowania gospodarcze), 8 usiłowań. Zamachy te w Małopolsce Wschodniej znacząco zmalały pod koniec 1930, co władze wiązały z sukcesem przeprowadzonej akcji represyjnej. Przeważająca większość akcji sabotażowych polegała na podpaleniu stogów siana i innych zabudowań gospodarczych. W przeciwieństwie do poprzednich wystąpień UWO nie stosowano przemocy wobec ludzi.
Akcja sabotażowa przeprowadzona przez OUN w początkowym stadium pozostała bez reakcji ze strony legalnych organizacji ukraińskich.

## Akcja pacyfikacyjna

### Cel akcji
Podstawowym celem akcji było powstrzymanie zamachów UWO w Małopolsce Wschodniej poprzez demonstrację siły państwa wobec ludności ukraińskiej. Według Karola Grunberga i Bolesława Sprengela wobec ówczesnej sytuacji i ciągłego zagrożenia dla ludności polskiej „rząd nie mógł być bezczynny”. Zdaniem Andrzeja Ajnekiela innym celem było zademonstrowanie ludności ukraińskiej siły państwa polskiego oraz osłabienie ukraińskiego życia społecznego, gospodarczego, a według S. Yekelchyka także kulturalnego. Paul Robert Magocsi jest zdania, iż celem akcji było zdławienie sabotażowej działalności OUN.

### Preludium
Państwo polskie już wcześniej rozpracowywało skutecznie działalność sabotażową OUN. 29 sierpnia 1929 roku dokonano małej akcji śledczej w Małopolsce Wschodniej, podczas której przeprowadzono rewizje, aresztowano 18 członków sztabu OUN i znaleziono dowody obciążające, m.in. plany obiektów (w tym dworców) przewidywanych do zaatakowania. 31 sierpnia tego roku podczas kolejnych rewizji znaleziono 34 kilogramy materiałów wybuchowych.
Decyzję w sprawie akcji pacyfikacyjnej podjął osobiście marszałek Józef Piłsudski, pełniący funkcję premiera. Uznając, że sabotażowe akcje ukraińskie nie są przejawem dążeń powstańczych, nakazał podjęcie działań o charakterze policyjno-represyjnym ministrowi spraw wewnętrznych Felicjanowi Składkowskiemu:

Podpaleń, sabotaży, napadów i gwałtów w Małopolsce Wschodniej nie wolno traktować jako jakieś powstanie. Unikać rozlewu krwi, natomiast stosować, w razie dobrowolnego lub niedobrowolnego popierania zamachowców przez ludność, represje policyjne, a gdzie to nie pomoże – kwaterunek wojskowy ze wszystkimi ciężarami z nim związanymi. Sama obecność wojska uniemożliwi zamachowcom terroryzowanie ludności. Ludność musi wiedzieć, że ma słuchać władz, a nie zamachowców.

Składkowski natomiast zlecił przygotowanie akcji władzom województw: lwowskiego, stanisławowskiego i tarnopolskiego, natomiast na dowódcę całej akcji wyznaczył lwowskiego komendanta wojewódzkiego Policji Państwowej – Czesława Grabowskiego. Przed samym rozpoczęciem akcji aresztowano około 130 działaczy ukraińskich, w tym kilkudziesięciu byłych posłów.
Pierwsze działania podjęto, kierując w dniach 14 do 16 września do kilku wsi województwa lwowskiego oddziały 14 Pułku Ułanów Jazłowieckich. Plan akcji omówiono 18 września na naradzie komendantów policji w Rohatynie. Do policyjnej akcji pacyfikacyjnej (od 20 do 29 września) użyto 17 kompanii policyjnych, po 60 policjantów każda: 9 kompanii ze szkoły policyjnej w Mostach Wielkich, 3 kompanie z województwa lwowskiego, 2 1/2 kompanii z województwa stanisławskiego oraz 2 1/2 kompanii z województwa tarnopolskiego (w sumie 1041 policjantów i oficerów). Główne operacje oddziałów wojskowych miały miejsce w pierwszej połowie października. W sumie akcja objęła:
- w województwie lwowskim: policyjna – 206 miejscowości w 9 powiatach, wojskowa – 78 miejscowości w 8 powiatach
- w województwie stanisławowskim: policyjna – 56 miejscowości w 2 powiatach, wojskowa – 33 miejscowości w 1 powiecie
- w województwie tarnopolskim: policyjna – 63 miejscowości w 4 powiatach, wojskowa – 57 miejscowości w 5 powiatach

### Przebieg akcji

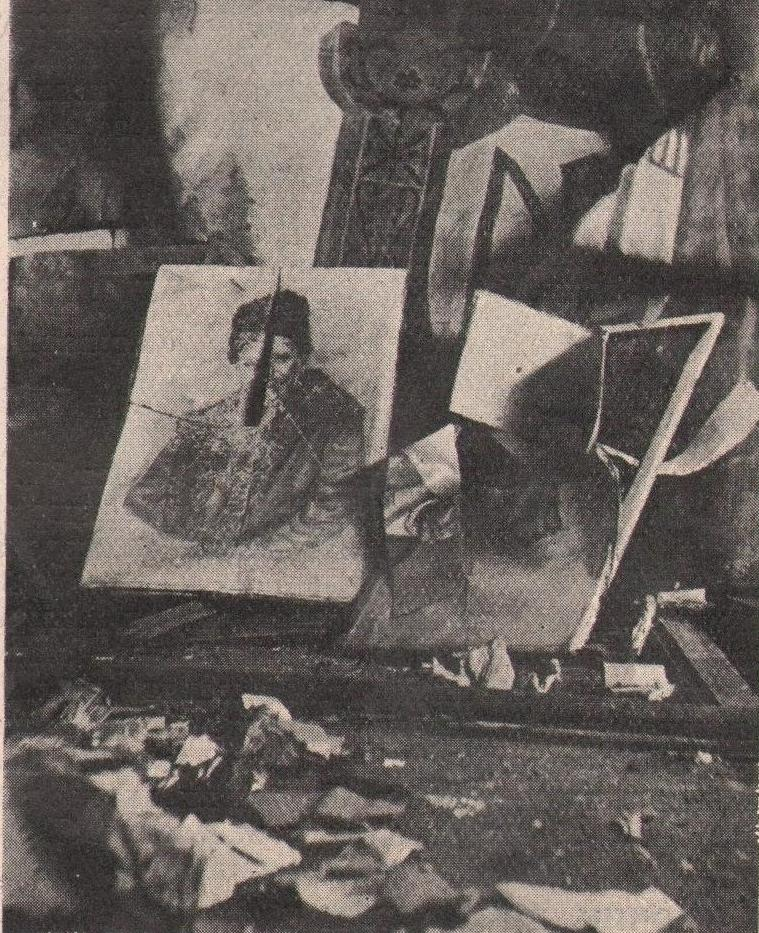
Czytelnia Proswity zniszczona podczas procesu pacyfikacji. Knihynicze, 1930 rok

Akcję przeprowadzono w trzech etapach:
- wydano rozporządzenia podstawowe
- wprowadzono do akcji oddziały policyjne
- przeprowadzono „manewry operacyjne” oddziałów wojskowych

Pacyfikacja polegała na przeprowadzaniu rewizji w budynkach mieszkalnych oraz siedzibach ukraińskich organizacji (również Ukraińskiej Cerkwi Greckokatolickiej), połączonych z niszczeniem budynków i mienia ruchomego, pobiciami oraz aresztowaniami. Zamknięto również trzy gimnazja ukraińskie (w Rohatynie, Drohobyczu i Stanisławowie) i gimnazjum państwowe z ukraińskim językiem wykładowym w Tarnopolu, oraz szkołę powszechną we Lwowie (we Lwowie ograniczono również ilość klas w gimnazjum ukraińskim).
Zdelegalizowano młodzieżową organizację skautową „Płast”, 10 września aresztowano 5 posłów UNDO.
Wojsko wysyłano tylko tam, gdzie Ukraińcy w dalszym ciągu występowali ze swoimi metodami terroru, gwałtu, podpaleń czy bicia ludności polskiej. Zwykle były to szwadrony kawalerii.
Pacyfikację przeprowadzano w ten sposób, że najpierw otaczano wieś, następnie wzywano sołtysa lub wójta. Informowano go o celu działań i żądano wydania ukrywanej broni oraz materiałów wybuchowych. Wszyscy mieszkańcy musieli pozostać w swoich zabudowaniach. Potem u osób podejrzanych przeprowadzano rewizję połączoną ze zrywaniem podłóg i poszycia dachów. Przy okazji demolowano pomieszczenia i niszczono mienie, w tym również artykuły spożywcze. W razie odmowy wydania kluczy wyłamywano zamki i drzwi.
Podczas rewizji stosowano przemoc fizyczną i karę publicznej chłosty. Dodatkową karą było nakładanie na wsie kontrybucji i kwaterowanie we wsiach szwadronów kawalerii, które mieszkańcy musieli utrzymywać. Polskie dane dowodzą, że podczas pacyfikacji nie oddano ani jednego strzału i nie zanotowano ani jednego wypadku śmierci. Według ukraińskich źródeł od pobicia zmarło od 7 do 35 osób.
Druga fala aresztowań ukraińskich działaczy społecznych rozpoczęła się w październiku, aresztowano wówczas także przewodniczącego legalnej partii UNDO – Dmytro Łewyckiego.
W sumie podczas akcji (według informacji dla sejmowej komisji budżetowej ministra spraw wewnętrznych Felicjana Sławoj-Składkowskiego z 9 stycznia 1931) zatrzymano 1739 osób, z czego wypuszczono 569, a 1143 przekazano do dyspozycji sądów. Tylko 25–30% oskarżonych otrzymało niewielkie wyroki, pozostałych uniewinniono. W czasie rewizji ujawniono 1287 sztuk broni długiej, 566 rewolwerów, 398 bagnetów, 31 granatów, kilkadziesiąt metrów lontu oraz 99,8 kg materiałów wybuchowych.
Późniejsze polskie działania represyjne i zapobiegawcze kolejnym aktom terroru ujawniły, że także niektórzy działacze UNDO, Płastu, Łuha, jak i liczni uczniowie ukraińskich szkół byli zaangażowani w działania terrorystyczne. W wyniku akcji represyjnej rozwiązano 29 stowarzyszeń „Łuh”, 21 stowarzyszeń „Sokił”, 24 stowarzyszenia „Proswity”, 1 kooperatywę i 2 inne stowarzyszenia. Ludność ukraińska samorzutnie rozwiązała dodatkowo 17 „Łuhów”, 19 „Sokiłów”, 25 „Proswit”, 7 kooperatyw i 2 inne stowarzyszenia.

## Efekty akcji
Efektem akcji było doraźne ograniczenie ukraińskich akcji terrorystycznych przeprowadzanych przez OUN, ale także, tak jak zaplanowała OUN, trwałe zantagonizowanie ludności ukraińskiej i państwa polskiego. Na arenie międzynarodowej OUN zdobyła rozgłos, oraz uzyskała możliwość zdobywania funduszy organizacyjnych od emigrantów ukraińskich w wielu krajach Europy oraz Ameryki Północnej. Uzyskała też zwiększenie dofinansowania ze strony rządów Niemiec i Litwy.
Napięcie w stosunkach polsko-ukraińskich eskalowały ukraińskie czasopisma nacjonalistyczne. Gazeta nacjonalistyczna „Rozbudowa naciji” apelowała do narodu ukraińskiego słowami następującymi:

Zbliża się nowa wojna, do której winniśmy się przygotować. Z chwilą, kiedy ten dzień nadejdzie, będziemy bez litości, zobaczymy powstających Żeleźniaków i Gontę, i nikt nie znajdzie litości, a poeta będzie mógł zaśpiewać „ojciec zamordował własnego syna”. Nie będziemy badali, kto bez winy, tak jak bolszewicy, będziemy najpierw rozstrzeliwali, a potem dopiero sądzili i przeprowadzali śledztwo.

Z drugiej strony jednak, część działaczy ukraińskich skrytykowała metody, jakimi posługiwała się OUN (np. petlurowcy, część UNDO).

## Reperkusje międzynarodowe
Za granicą wszczęto kampanię antypolską w prasie. Wydatne wsparcie w tej kwestii udzielili Niemcy. Za ich pieniądze sfinansowano tzw. „czarną księgę” wydaną w kilku językach mającą świadczyć o „polskim barbarzyństwie”. Działacze ukraińscy w Nowym Jorku nawoływali mocarstwa i Ligę Narodów do wysłania do Małopolski międzynarodowej komisji śledczej. W grudniu 1930 r. troje ukraińskich posłów do Sejmu: Milena Rudnycka, Wasyl Panejko i Ołeksa Jaworowśkyj, wysłało skargę do Ligi Narodów, a Ukraińska Reprezentacja Parlamentarna wysłała także do Ligi Narodów petycję proszącą o rozpatrzenie metod stosowanych przez władze polskie wobec mniejszości ukraińskiej.
Polska broniła się przed zarzutami wskazując, że traktat o ochronie mniejszości oprócz przywilejów nakłada na nie obowiązek lojalności. Przedstawiono też dowody, że pacyfikację wywołali sami Ukraińcy swoją akcją przeciw ludności polskiej i państwu polskiemu, a zastosowane przez nich metody przerosły to co propaganda zarzucała Polsce.
Liga Narodów, po zbadaniu sprawy (na wniosek złożony przez Ukraińców), 30 stycznia 1932 powzięła uchwałę stwierdzającą, że „Polska nie prowadzi przeciwko Ukraińcom polityki prześladowań i gwałtów” i że „pacyfikację” wywołali sami Ukraińcy przez swoją „akcję rewolucyjną” przeciwko państwu polskiemu[niewiarygodne źródło?]. Społeczeństwo polskie w większości (poza socjalistami), oceniło pacyfikację zgodnie jako przykrą, ale nieuniknioną konieczność państwową.

## Literatura
- Andrzej A. Zięba, Pacyfikacja Małopolski Wschodniej w 1930 roku i jej echo wśród emigracji ukraińskiej w Kanadzie, w: Przez dwa stulecia XIX i XX w., Kraków 1993.
- Karol Grünberg, Bolesław Sprengel, Trudne sąsiedztwo. Stosunki polsko-ukraińskie w X-XX wieku, Warszawa 2005, ISBN 83-05-13372-9.
- Roman Wysocki, Organizacja Ukraińskich Nacjonalistów w Polsce w latach 1929-1939, Lublin 2003, ISBN 83-227-2101-3.
- Роман Скакун. «Пацифікація»: Польські репресії 1930 року в Галичині.
- Serhy Yekelchyk, Ukraina. Narodziny nowoczesnego narodu, Wydawnictwo Uniwersytetu Jagiellońskiego, Kraków 2009, ISBN 978-83-233-2618-2.
- Adam A. Ostanek, Wydarzenia 1930 roku w Małopolsce Wschodniej a bezpieczeństwo II Rzeczypospolitej, Warszawa 2017, ISBN 978-83-946257-1-9.